# 丹尼爾·布拉滕
丹尼爾·布拉滕（挪威語：Daniel Braaten；1982年5月25日—）是一位挪威足球運動員。在場上的位置是側鋒。他現在效力於挪威足球超級聯賽球隊Vålerenga。他也代表挪威國家足球隊參賽。